# Potentilla egedii
Potentilla egedii là loài thực vật có hoa trong họ Hoa hồng. Loài này được Wormsk. miêu tả khoa học đầu tiên năm 1818.